# 解县站
解县站是位于山西省运城市盐湖区解州镇的一个铁路车站，邮政编码044001。车站建于1935年，有同蒲铁路经过该站，现仅办理货运业务，不办理客运业务。车站及其上下行区间均已电气化。车站距离太原站429公里，距离孟塬站99公里，隶属中国铁路太原局集团，是四等站。